# Shigeo Nakata
Shigeo Nakata (jap. 中田茂男 Nakata Shigeo; ur. 16 października 1945 w Asahikawie) – japoński zapaśnik walczący w stylu wolnym. Złoty medalista olimpijski z Meksyku 1968, w kategorii 52 kg.
Triumfator mistrzostw świata w 1967. Mistrz igrzysk azjatyckich w 1966 roku.